# Mario Schiff
Mario Schiff (* 27. August 1868 in Florenz; † 8. März 1915 in Neapel) war ein italienischer Romanist und Hispanist deutscher Abstammung.

## Leben und Werk
Mario Schiff wuchs bis zum Alter von acht Jahren in Florenz auf, wo sein deutscher Vater Moritz Schiff und sein Onkel Hugo Schiff Hochschullehrer waren. 1876 ging sein Vater an die Universität Genf, so dass Schiff den Rest seiner Kindheit und Jugend in frankophoner Umgebung verlebte. Ab 1891 studierte er in Paris an der École nationale des chartes sowie an der École pratique des hautes études mit einem Schwerpunkt im Spanischen. Ab 1907 lehrte Schiff Französisch an der Universität Florenz, zuerst als Dozent, ab 1914 als außerordentlicher Professor. Er starb im Alter von 46 Jahren.

## Werke
- La bibliothèque du marquis de Santillane (Iñigo López de Mendoza). Paris 1905, Amsterdam 1970
- Éditions et traductions italiennes des oeuvres de Jean-Jacques Rousseau. Paris 1908
- La fille d’alliance de Montaigne. Marie de Gournay. Essai. Paris 1910, Genf 1978